# Xestocephalus spinestyleus
Xestocephalus spinestyleus – gatunek pluskwiaka z rodziny bezrąbkowatych i podrodziny Deltocephalinae.
Gatunek ten opisany został w 2003 roku przez Zi-Zhong Li i Ren-Huan Dai, którzy jako miejsce typowe wskazali Nantou.
Piewik o ciele długości od 3,8 do 4 mm. Ciemię żółtoochrowe z czterema czarnymi kropkami na przednim brzegu, mniejszymi przy oczach. Przedplecze barwy ciemienia z niewyraźnymi, białawymi znaczeniami. Również żółtoochrowa  tarczka ma zaczerniony środek i kąty przynasadowe. Przednie skrzydła ochrowe z brązowowawymi znakami, a odnóża jasnobrązowe. Pygofor o bokach zwężających się ku tyłowi. Edeagus zakrzywiony, na wierzchołku ścięty i opatrzony cierniami.
Pluskwiak znany tylko z Tajwanu.